# Tenuidactylus dadunensis
Tenuidactylus dadunensis (лат.) — вид пресмыкающихся из семейства гекконовых. Вид назван по типовой территории — городу Дадун (Синьцзян-Уйгурский автономный район). Является эндемиком Китая.
Вид яйцекладущий, кладки содержат по 1—2 яйца.

## Описание
Средних размеров геккон: длина тела 3,3–5,4 см, длина хвоста 4,4–7,1 см. Задние ноги достают до подмышечной впадины, передние – до ноздри. Голова и тело несколько уплощены. Глаза большие. Уши мелкие, от округлых до овальных. Основной фон спинной стороны тела светло-серый, с 5–6 поперечными полосами волнообразной формы.
От сходных видов отличается расположением ноздри, которая граничит с межчелюстным, первым верхнегубным, одним верхненосовым и двумя задненосовыми щитками; спинными бугорками, вытянутыми в правильные продольные ряды; 23–26 чешуями поперёк брюха; 97–108 чешуями вдоль тела снизу; 18–22 пластинками под четвёртым пальцем; 8–10 преанальными порами у самцов. Бедренные поры отсутствуют и у самцов, и у самок. Хвостовые бугорки широко касаются друг друга с боков. На нижней стороне хвоста один ряд поперечно увеличенных щитков. Поперечные полосы на спине волнообразные, намного тоньше, чем промежутки между ними.

## Распространение
Обитают в Турфанской впадине в Западном Китае на высоте от −100 до 80 м над уровнем моря. Серия с типовым экземпляром была собрана в городе Дадун (Dadun) между уездом Токсун и городом Турфан. Кроме того, были собраны серии гекконов из Турфана и уезда Шаньшань. От других видов тонкопалых гекконов изолирован горами Тянь-Шаня.
Геккон населяет территории с сухим умеренно-континентальным климатом с большой разницей температур: более 100 дней в году она может превышать 35 °C и падать ниже −18 °C более чем на 15 дней. Может быть найден на песчаных дюнах на обочинах дорог, в щелях в земле, под кустами и недалеко от скоплений зданий.